# La La (bài hát)
"La La" là tên bài hát trong album đầu tay, Autobiography, của nữ ca sĩ Ashlee Simpson. "La La" được chính thức phát hành tại Mỹ vào tháng 11 năm 2004.

## Thông tin
Bài hát được đồng sáng tác bởi Ashlee và một số nhạc sĩ khác. Trước đó, Ashlee dự định sẽ phát hành ca khúc "Autobiography" như single thứ ba của mình nhưng sau sự cố hát nhép tại Saturday Night Live mà "La La" đã được thay thế và trở thành single thứ 3. Bài hát kể về một người bạn trai cũ của Ashlee, cũng là mối tình đầu của cô.
Sau khi được phát hành, single này đã leo lên nhiều top của các bảng xếp hạng, như hạng 98 trong Hot Billboard 100, hạng 11 trong top 40 Châu Âu...

## Vị trí tại các bảng xếp hạng
| Nước        | Tên bảng xếp hạng                          | Vị trí    |
| ----------- | ------------------------------------------ | --------- |
| Nam Phi     | 5 FM (Top 40)                              | 10        |
| Anh         | Top 40 Singles                             | 11        |
| Ireland     | Top 40 Singles                             | 18        |
| Úc          | Top 50 Singles                             | 10        |
| New Zealand | RIANZ Singles Charts                       | 11        |
| Mỹ          | Hot 100                                    | 86        |
| Mỹ          | Hot Dance Music/Club Play                  | 6         |
| Mỹ Latinh   | Top 40                                     | 22        |
| Châu Âu     | Top 200 Singles                            | 60        |
| Thuỵ Điển   | Top 40                                     | 22        |
| Áo          | Top 75                                     | 46        |
| Đức         | Top 100 Singles                            | 68        |
| Mỹ          | MTV Total Request Live/Top 10 Videos       | 6         |
| Mỹ Latinh   | MTV Latin America/Los 10 + Pedidos (North) | 1 (1 lần) |
| Mỹ Latinh   | MTV Latin America/Los 10 + Pedidos (South) | 1 (8 lần) |